# Phrurotimpus annulatus
Espèce
Phrurotimpus annulatus est une espèce d'araignées aranéomorphes de la famille des Phrurolithidae.

## Distribution
Cette espèce est endémique des États-Unis. Elle se rencontre en Caroline du Nord, au Tennessee, en Géorgie, en Alabama, au Mississippi, en Louisiane, en Arkansas, au Missouri, en Oklahoma et au Texas.

## Description
Le mâle décrit par Platnick en 2019 mesure 2,07 mm et la femelle 2,14 mm.

## Systématique et taxinomie
Cette espèce a été placée en synonymie avec Phrurolithus alarius par Ivie en 1967. Elle est relevée de synonymie par Platnick en 2019.

## Publication originale
- Chamberlin & Ivie, 1944 : Spiders of the Georgia region of North America. Bulletin of the University of Utah, vol. 35, no 9, p. 1-267 (texte intégral).